# Жарко Гавриловић
Жарко Гавриловић (Дрежник, 10. април 1933 — Београд, 1. јануар 2016) био је српски православни теолог и свештеник у чину протојереја.

## Биографија
Рођен је 10. априла 1933. године у Дрежнику код Ужица као седмо дете по рођењу од оца Ђорђа (1902–1985) и мајке Славке (1900–1938). Основну школу завршио је у свом родном месту, нижу реалну гимназију у Ужицу, петоразредну Богословију и Богословски факултет Универзитета у Београду (где је касније био почасни професор).
Рукоположен је у чин ђакона у Цркви Ружици у Београду на храмовној слави Малој Госпојини, 21. септембра 1956, од стране викара патријарха Германа Доситеја (Стојковића). Сутрадан, на празник св. Јоакима и Ане у Капели Светог Симеона Мироточивог у Патријаршији, рукоположен је у чин јереја од стране патријарха Германа који је у то време администрирао епархијом жичком.
Завршио је постдипломске студије на Оксфорду где је студирао од 1967. до 1970. године. Докторирао је 1. јуна 1973. на Богословском а 13. децембра 1985. на Филозофском факултету у Београду.
Након демократских промена и увођења вишестраначја у Србији, био је један од оснивача и потпредседника Српске народне обнове (СНО) у Новој Пазови 6. јануара 1990. године. Убрзо је напустио СНО и 15. априла 1990. године формирао Српску светосавску странку. Као председник, уређивао је лист странке „Бели орао”.
Преминуо је 1. јануара 2016. године, а сахрањен је 5. јануара у родном Дрежнику.

## Објављене књиге
Гавриловић је написао више књига и стручних радова, објављених у Србији и у иностранству. Познатије књиге су му:
- „Љубав, брак и жена” (Краљево, 1965)
- „Поглед у вечност” (Краљево, 1970)
- „Велика мистерија света” (Београд, 1980)
- „Српски псалми” (Београд, 1980)
- „Господ Исус Христос – историјска личност” (Крагујевац, 1980)
- „Логика крста” (Београд, 1981)
- „Брачна поема света” (Београд, 1981)
- „Зашто верујем у Бога” (Београд, 1982)
- „Могућност свезнања и будућност вере” (Београд, 1982)
- „На бранику вере и нације” (Београд, 1986)

Гавриловићева књига „На бранику вере и нације” је по изласку изазвала велику пажњу и доживела неколико издања. Рецензент књиге је др Војислав Коштуница а корице је илустровао Милић од Мачве.